# Nagels Musik-Archiv
Nagels Musik-Archiv ist eine Reihe mit historischen musikalischen Werken, insbesondere des Barock und der Klassik, die zunächst in Hannover im Adolf Nagels Verlag (1927–1952) erschien und später in Kassel bei Bärenreiter (1952–). Der Musikwissenschaftler und -sammler Walter Upmeyer (1876–1961) war Initiator und Mitbegründer der Reihe, wobei er viele der Werke selbst herausgab. Die Reihe umfasst über 250 Nummern. Sie erschien bis weit in den Zweiten Weltkrieg hinein, und dann wieder ab den frühen 1950er Jahren. Die letzten Bände erschienen zu Anfang der 1980er Jahre. Zahlreiche renommierte Musikwissenschaftler haben an der Herausgabe der Reihe mitgewirkt, einige von ihnen spielten in der Zeit des Nationalsozialismus eine herausragende Rolle in ihrem Fach.
Die folgende Übersicht gibt Bandnummer, Titel, Instrumentierung (in Kürzeln), Komponist(en), Herausgeber und das Jahr des Erscheinens an. Von einigen der Bände gibt es Digitalisate. Die folgende Übersicht erhebt keinen Anspruch auf Aktualität oder Vollständigkeit:

## Inhaltsübersicht
| Nr. | Titel | Instrumentierung                  | Komponist | Herausgeber                              | Jahr             |
| --- | --- | --------------------------------- | --- | ---------------------------------------- | ---------------- |
| 1   | 2 Sonaten für Klavier und Violine, Op.16 Nos.1, 2                                                                                        | vn kbd                            | Bach, Johann Christian | Küster, Albert                           | 1927 / rev. 1969 |
| 2   | Violin Sonata in D major | vn                                | Bach, Johann Ernst | Küster, Albert                           | 1927             |
| 3   | Deutsche Klaviermusik aus dem Beginne des 18. Jahrhunderts                                                                               | pf                                | Kirchhoff, Gottfried; Schmid, Christoph; Händel, Georg Friedrich; anonyme Komponisten                                                        | Werner, Theodor Wilhelm                  | 1927             |
| 4   | Sonate C-Dur für Klavier zu vier Händen                                                                                                  | pf4h                              | Bach, Johann Christian | Küster, Albert                           | 1927             |
| 5   | Trio Sonata Op.1 No.4 | 2vn vc pf                         | Caldara, Antonio | Upmeyer, Walter                          | 1927             |
| 6   | Die Preußischen Sonaten, Wq. 48, No. 1-3                                                                                                 | pf                                | Bach, Carl Philipp Emanuel | Steglich, Rudolf                         | 1927             |
| 7   | Divertimento in D major, MH 319 | pf                                | Haydn, Michael | Upmeyer, Walter                          | 1928             |
| 8   | Sonate in F Dur für Flöte und Klavier | fl pf                             | Telemann, Georg Philipp | Dohrn, Ellinor                           | 1927             |
| 9   | Zwei Kammersonaten | vn pf                             | Albinoni, Tomaso | Upmeyer, Walter                          | 1928             |
| 10  | Quartett in E-Moll für Flöte, Violine, Violoncello und Basso continuo                                                                    | fl vn vc bc                       | Telemann, Georg Philipp | Dohrn, Ellinor                           | 1928             |
| 11  | Zwei Sonaten für Klavier und Flöte oder Violine                                                                                          | fl/vn pf                          | Hässler, Johann Wilhelm | Glöder, Martin                           | 1928             |
| 12  | Trio Sonata Op.1 No.6 | fl/vn pf                          | Caldara, Antonio | Upmeyer, Walter                          | 1928             |
| 13  | Zwanzig kleine Fugen für Orgel (Klavier)                                                                                                 | org/pf                            | Telemann, Georg Philipp | Upmeyer, Walter                          | 1928             |
| 14  | Jauchzet Gott alle Lande | voice 2vn vc org/pf               | Weiland, Julius Johann | Saffe, Ferdinand                         | 1928             |
| 15  | Die Preußischen Sonaten, Wq. 48, No. 4-6                                                                                                 | pf                                | Bach, Carl Philipp Emanuel | Steglich, Rudolf                         | 1927             |
| 16  | Duett G-Dur für Flöte und Violine | fl vn                             | Telemann, Georg Philipp | Ermeler, Rolf                            | 1928             |
| 17  | Psalm 18 "Herzlich lieb hab ich dich, o Herr"                                                                                            | alto 2vn org                      | Schütz, Heinrich | Upmeyer, Walter                          | 1928             |
| 18  | Pastorale (No.4) aus Il pastor fido, Op.13                                                                                               | fl (vn/ob) vc org/pf              | Chédeville, Nicolas | Upmeyer, Walter                          | 1931             |
| 19  | Zwei Sonaten für Klavier zu drei Händen und für Klavier zu vier Händen                                                                   | pf3h pf4h                         | Haessler, Johann Wilhelm | Glöder, Martin                           | 1928             |
| 20  | Drei leichte Sonaten für Klavier mit einem selbst verfassten Lebenslauf des Künstlers                                                    | pf                                | Haessler, Johann Wilhelm | Glöder, Martin                           | 1928             |
| 21  | Die Württembergischen Sonaten, Wq. 49, No. 1-3                                                                                           | pf                                | Bach, Carl Philipp Emanuel | Steglich, Rudolf                         | 1928             |
| 22  | Die Württembergischen Sonaten, Wq. 49, No. 4-6                                                                                           | pf                                | Bach, Carl Philipp Emanuel | Steglich, Rudolf                         | 1928             |
| 23  | Cello Sonata, TWV 41:D6 | vc pf                             | Telemann, Georg Philipp | Upmeyer, Walter                          | 1927             |
| 24  | Quartett in h-Moll für Flöte, Violine, Violoncello und Basso continuo                                                                    | fl vn vc bc (pf)                  | Telemann, Georg Philipp | Dohrn, Ellinor                           | 1928             |
| 25  | Sonate Op. 1 Nr. 2 B-Dur | vn pf                             | Birckenstock, Johann Adam | Woehl, Waldemar                          | 1928             |
| 26  | Zwei Pastoral-Sonaten | 2 fl (2fl 2ob)                    | Chédeville, Nicolas | Upmeyer, Walter                          | 1928             |
| 27  | Lamentationes Jeremiae Prophetae (Klagelieder Jeremias) Heft I                                                                           | Männerstimme und Orgel            | Rosenmüller, Johann | Hamel, Fred                              | 1928             |
| 28  | Lamentationes Jeremiae Prophetae (Klagelieder Jeremias) Heft II                                                                          | Männerstimme und Orgel            | Rosenmüller, Johann | Hamel, Fred                              | 1928             |
| 29  | Sonate in g-Moll | 2vn bc                            | Rosenmüller, Johann | Daffe, Ferdinand                         | 1928             |
| 30  | Sonate in e-Moll | 2vn bc                            | Rosenmüller, Johann | Saffe, Ferdinand                         | 1928             |
| 31  | Zwölf Original-Kompositionen, Op.35 | fl guit                           | Fürstenau, Kaspar | Homann, Otto                             | 1929             |
| 32  | Arien mit Ritornellen | fl guit                           | Löwe von Eisenach, Johann Jacob | Rodemann, Albert                         | 1929             |
| 33  | Trio Op. 14, Nr. 1 | fl, vn oder 2vn bc (pf)           | Stamitz, Carl Philipp | Upmeyer, Walter                          | 1928             |
| 34  | Trio Sonate Op.1 No.3 | 2vn bc                            | Albinoni, Tommaso | Upmeyer, Walter                          | 1929             |
| 35  | Zwei Duos ohne Generalbass für Flöte und Violine oder zwei Violinen oder andere Melodieinstrumente, Wq.140 + Wq.142                      | fl vn (2vn)                       | Bach, Carl Philipp Emanuel | Stephan, Wolfgang                        | 1929             |
| 36  | Vier Divertimenti da Cimbalo | cemb                              | Wagenseil, Georg Christoph | Blume, Friedrich                         | 1929             |
| 37  | Lieder und Oden in Auswahl | v pf                              | Reichardt, Johann Friedrich | Jöde, Fritz                              | 1929             |
| 38  | Ariette mit 14 Variationen | pf (cemb)                         | Fasch, Carl Friedrich Christian | Landshoff, Ludwig                        | 1929             |
| 39  | Sonate Es-Dur für zwei Flöten (oder Violinen) F 55                                                                                       | 2fl (2vn)                         | Bach, Wilhelm Friedemann | Glöder, Martin                           | 1930             |
| 40  | Fantasie über "Ein feste Burg ist unser Gott"                                                                                            | org                               | Praetorius, Michael | Fischer, Martin                          | 1929             |
| 41  | Konzert in A-Dur für Cembalo, zwei Violinen und Violoncello                                                                              | 2vn vc cemb                       | Dittersdorf, Karl Ditters von | Upmeyer, Walter                          | 1929             |
| 42  | Concerto grosso in D op. 6, 1 für zwei Solo-Violinen und -Violoncello, Streicher und Basso continuo                                      | 2 solo vn, solo vc, str bc        | Corelli, Archangelo | Werner, Theodor Wilhelm                  | 1929             |
| 43  | Vier geistliche Konzerte | alto org (pf)                     | Dedekind, Constantin Christian | Rodemann, Albert                         | 1929             |
| 44  | Von der Geburt Jesu Christi | 4-5v                              | Vulpius, Melchior | Heyden, Reinhold                         | 1929             |
| 45  | Geistliche Abendlieder in Sätzen zu vier Stimmen von Meistern des 17. Jahrhunderts                                                       | 4v                                | verschiedene | Heyden, Reinhold                         | 1929             |
| 46  | Geistliche Morgenlieder in Sätzen zu vier Stimmen von Meistern des 17. Jahrhunderts                                                      | 4v                                | verschiedene | Heyden, Reinhold                         | 1929             |
| 47  | Triosonate E-Dur für Flöte, Violine und Basso continuo                                                                                   | fl vn bc                          | Telemann, Georg Philipp | Päsler, Karl                             | 1928             |
| 48  | Suite in D-Dur für Flöte, Oboe, Violine oder and. Instrumente und Basso continuo                                                         | fl/ob/vn bc                       | Hotteterre-le Romain, Louis | Schäffler, Ludwig                        | 1929             |
| 49  | Trio-Sonate in d-Moll für 2 Violinen und Cembalo und Vc ad lib.                                                                          | 2vn cemb vc                       | Bach, Johann Sebastian | Keller, Hermann                          | 1936             |
| 50  | Polnische Sonate Nr. 1 | vn va bc                          | Telemann, Georg Philipp | Simon, Alicja                            | 1929             |
| 51  | Polnische Sonate Nr. 2 | vn vn/va bc                       | Telemann, Georg Philipp | Simon, Alicja                            | 1930             |
| 52  | Divertimento | Vd'a vn vc                        | Haydn, Joseph | Meyer, Clemens                           | [1930]           |
| 53  | Carmina: Ausgewählte Instrumentalsätze des 16. Jhd                                                                                       | 2-5 instruments                   | verschiedene | Moser, Joachim; Piersig, Fritz           | 1929             |
| 54  | Weihnachtskantate | S / T choir srings org            | Beyer, Johann Samuel | Fricke, Richard                          | 1929             |
| 55  | Streichtrio Op.54 No.2 | 2vn vc                            | Boccherini, Luigi | Upmeyer, Walter                          | 1930             |
| 56  | Sonate Op. 3 Nr. 1 | 2ob (2vn 2fl)                     | Fasch, Johann Friedrich | Schäffler, Ludwig                        | 1930             |
| 57  | Natus est Jesus | voices org                        | Böddecker, Philipp Friedrich | Rodemann, Albert                         | 1929             |
| 58  | Fantasien für Streicher Heft I Drei-und vierstimmige Fantasien                                                                           | strings                           | Purcell, Henry | Just, Herbert                            | 1930             |
| 59  | Der 138. Psalm "Dank und Ehre sei Dir Zebaoth"                                                                                           | 4v 2 vn vc org                    | Rosenmüller, Johann | Hamel, Fred                              | 1930             |
| 60  | Lieder, Balladen und Romanzen in Auswahl                                                                                                 | v pf                              | Zelter, Carl Friedrich | Jöde, Fritz                              | 1930             |
| 61  | Studentenmusic Heft 1 (Suite I/II) | 2vn vc pf (2viol, va, db ad lib.) | Rosenmüller, Johann | Hamel, Fred                              | 1930             |
| 62  | 6 Duos for two flutes or violins, Op.27                                                                                                  | 2fl / 2vn                         | Stamitz, Carl Philipp | Glöder, Martin                           | 1935             |
| 63  | 10 Sonaten für Klavier Sonate 1, 2, 3, 4, 5, 6, 7, 8, 9                                                                                  | pf                                | Bach, Wilhelm Friedemann | Blume, Friedrich                         | 1930             |
| 64  | Zwei Sonaten für Geige allein | vn                                | Reichardt, Johann Friedrich | Küster, Albert                           | 1930             |
| 65  | Kleine Stücke für Klavier | pf                                | Bach, Carl Philipp Emanuel | Vriesländer, Otto                        | 1930             |
| 66  | Fünf unbekannte Lieder | v pf                              | Mozart, Wolfgang Amadeus | Dommes, Werner                           | 1930             |
| 67  | Zwei Suiten | 2vn vc (2viol, III.v va ad lib.)  | Lowe von Eisenach, Johann Jakob | Rodemann, Albert                         | 1930             |
| 68  | Sonata a tre | fl, vn (2vn) vc cemb              | Keiser, Reinhard | Schenk, Erich                            | 1930             |
| 69  | Vom Himmel hoch da komm ich her - Geistliches Konzert                                                                                    | STB bc                            | | Drwenski, Walter                         | 1930             |
| 70  | Konzert für vier Streichinstrumente und Generalbass Op.6/10                                                                              | str bc                            | Torelli, Giuseppe | Engel, Hans                              | 1931             |
| 71  | Die Londoner Trios | 2fl vc                            | Haydn, Joseph | Balet, Leo                               | 1931             |
| 72  | Sinfonia da Camera | str cemb                          | Richter, Franz Xaver | Upmeyer, Walter                          | 1931             |
| 73  | Sinfonie No. 3 für vierstimmiges Streichorchester und Cembalo                                                                            | str cemb                          | Bach, Carl Philipp Emanuel | Schmid, Ernst Fritz                      | 1931             |
| 74  | Sonate für Flöte (Oboe oder Violine) und Basso continuo                                                                                  | fl (ob, vn) bc                    | Albinoni, Tomaso | Schäffler, Ludwig                        | 1931             |
| 75  | Jubilent omnes. Geistliches Konzert | S/T fl vn (2vn) bsn               | Riccio, Giovanni Battista | Adrio, Adam                              | 1931             |
| 76  | Sonate für Flöte und Viola | fl va                             | Kraus, Joseph Martin | Winter, Josef St.                        | 1931             |
| 77  | Sonate in g-Moll, BWV 1020 | fl cemb.                          | Bach, Johann Sebastian (Actually by C.P.E.Bach)                                                                                              | Balet, Leo                               | 1931             |
| 78  | Sämtliche Klaviersonaten, Heft 2 (No. 4-6)                                                                                               | Bach, Wilhelm Friedmann           | Blume, Friedrich | 1931                                     |                  |
| 79  | Konzert für Cembalo und 2 Violinen (Vc ad. lib)                                                                                          | cemb, 2vn (vc ad lib.)            | Pfeiffer, Johann Michael | Steglich, Rudolf                         | 1931             |
| 80  | 22 altdeutsche Tanzsätze | v instr                           | Hausmann, Valentin; Franck, Melchior; Staden, Johann; Vintz, Georg                                                                           | Steglich, Rudolf                         | 1931             |
| 81  | Psalm 134 "Auf nun lobet Gott" | A 2vn org / pf                    | Rosenmüller, Johann | Hamel, Fred                              | 1932             |
| 82  | Kleine Balladen und Lieder in Auswahl | v pf                              | Zumsteeg, Johann Rudolf | Jöde, Fritz                              | 1932             |
| 83  | Sonate für Violoncello und Cembalo oder Orgel                                                                                            | vc cemb/org                       | Bella, Domenico dalla | Upmeyer, Walter                          | 1931             |
| 84  | Divertimento in Es-Dur, Hob.II:6 | str                               | Haydn, Joseph | Geiringer, Karl                          | 1931             |
| 85  | Drei Duette | vn va                             | Neubaur, Franz | Altmann, Wilhelm                         | 1931             |
| 86  | Konzert in G-dur | cemb/pf str (wind ad lib.)        | Haydn, Joseph | Schubert, Kurz                           | 1931/1958        |
| 87  | Ricerare: Canzonen und Fugen des 17.+18. Jhd.                                                                                            | pf/org                            | verschiedene | Hillemann, Walter                        | 1931             |
| 88  | Partita in C-Dur | 3rec / 3instr                     | Faber, Johann Christoph | Brachvogel, Ruth                         | 1931             |
| 89  | Sonate G dur für Violine und Basso continuo                                                                                              | vn bc                             | Walther, Johann Jacob | Bethan, Erna                             | 1931             |
| 90  | Leichte Sonaten für Klavier | pf                                | Bach, Carl Philipp Emanuel | Vrieslander, Otto                        | 1932             |
| 91  | Johanna Sebus - Kantate für 4 Singstimmen                                                                                                | 4v pf                             | Zelter, Carl Friedrich | Müller-Blattau, Joseph M.                | 1932             |
| 92  | Die Gunst des Augenblicks - Kantate für 4 Singstimmen                                                                                    | 4v choir orch pf                  | Zelter, Carl Friedrich | Müller-Blattau, Joseph M.                | 1932             |
| 93  | Kleine Handstücke für angehende Klavierspieler                                                                                           | pf                                | Türk, Daniel Gottlob | Auerbach, Cornelia                       | 1932             |
| 94  | Musik für Cembalo | cemb                              | Couperin, François | Vrieslander, Otto                        | 1932             |
| 95  | Alte deutsche Weihnachtsmusik | pf                                | Scheidt, Samuel; Pachelbel, Johann; Zachow, Friedrich Wilhelm; Lübeck, Vincent; Murschauer, Franz Xaver A. Muffat Georg; Rathgeber, Valentin | Steglich, Rudolf                         | 1936             |
| 96  | Sinfonie Nr. 2 | vn va vc db pf                    | Bach, Carl Philipp Emanuel | Ernst Fritz Schmid                       | 1933             |
| 97  | Alte Liedsätze aus Peter Schöffers Liederbuch                                                                                            | 4v / 4instr                       | Schöffer, Peter | Gerhardt, Carl                           | 1933             |
| 98  | Sonate in F-Dur | fl/vn hp/pf                       | Krumpholz, Jean-Baptiste | Zingel, Hans Joachim                     | 1933             |
| 99  | Sonate Nr. 1 D-Dur für Flöte und bezifferten Bass                                                                                        | fl bc                             | Hasse, Johann Adolf | Walther, Kurt                            | 1933             |
| 100 | Ouverture IV aus "Composition de musique" (1682)                                                                                         | str bc                            | Kusser, Johann Sigismund | Osthoff, Helmuth                         | 1933             |
| 101 | Concerto für Violine concertanto und Orchester                                                                                           | vn conc. str cemb/org             | Schiassi, Gaetano Maria | Upmayer, Walter                          | 1933             |
| 102 | Deutsches Konzert, "Der Herr ist mein Licht" SWV 359                                                                                     | T Bar 2instr pf/org               | Schütz, Heinrich | Hoffmann, Hans                           | 1933             |
| 103 | Sonate A Dur Op 16/4 für Violine oder Flöte und Klavier                                                                                  | vn/fl pf                          | Bach, Johann Christian | Küster, Albert                           | 1933             |
| 104 | Weihnachtsarie aus dem Messias "Und siehe! Der Engel des Herrn"                                                                          | S bc                              | Händel, Georg Friedrich | Steglich, Rudolf                         | 1933             |
| 105 | Musikalischer Zeitvertreib auf dem Klavier (Weihnachtliche Klaviermusik)                                                                 | pf                                | Rathgeber, Valentin | Steglich, Rudolf                         | 1933             |
| 106 | Violin Concerto in G minor, RV 324 | vn orch                           | Vivaldi, Antonio | Gerheuser, Ludwig                        | 1934             |
| 107 | Zwei Trio-Sonaten für zwei Geigen und ausgesetzten Generalbass                                                                           | 2vn bc                            | Pergolesi, Giovanni Batista | Werner, Theodor Wilhelm                  | 1934             |
| 108 | Zwölf Märsche für Streichorchester | str                               | Händel, Georg Friedrich | Steglich, Rudolf                         | 1934             |
| 109 | Sonate in a-moll für zwei Violinen mit Basso continuo                                                                                    | 2vn bc                            | Krebs, Johann Ludwig | Werner, Theodor Wilhelm                  | 1934             |
| 110 | Sinfonia in D-Dur | chamber orch                      | Friedrich der Große | Osthoff, Helmuth                         | 1934             |
| 111 | Trio-Sonate in d-Moll | 2afl bc                           | Pez, Johann Christoph | Woehl, Waldemar                          | 1934             |
| 112 | Serenada à cinque, A 877a | B str bc                          | Biber, Heinrich Ignaz Franz von | Nettl, Paul                              | 1934             |
| 113 | Fantasien für Streicher Heft II (4.-7. Fantasie)                                                                                         | str                               | Purcell, Henry | Just, Herbert                            | 1935             |
| 114 | Sonate a tre Nr. 2 | fl vn bc                          | Keiser, Reinhard | Schenk, Erich                            | 1935             |
| 115 | Sonate Nr. 2 in A-Dur für Klavier 4-händig                                                                                               | pf4h                              | Bach, Johann Christian | Küster, Albert                           | 1935             |
| 116 | Sonate D-Dur für 3 Querflöten | 3fl                               | Quantz, Johann Joachim | Doflein, Erich                           | 1935             |
| 117 | Sonata à 3 in E major, Op.2 No.6 (BuxWV 264)                                                                                             | vn va bc                          | Buxtehude, Dietrich | Döbereiner, Christian                    | 1935             |
| 118 | Zwölf Originalkompositionen Op. 34 | fl guitar                         | Fürstenau, Kaspar | Homann, Otto                             | 1935             |
| 119 | 15 vier- und fünfstimmige Instrumentalsätze aus dem Venus-Kraentzlein                                                                    | str orch                          | Staden, Johann | Sannwald, Karl                           | 1936             |
| 120 | Zwei Sonaten für 2 Querflöte | 2fl / 2vn                         | Bach, Wilhelm Friedemann | Rodemann, Albert                         | 1936             |
| 121 | Drei Sonaten für Quer- oder Blockflöte mit Klavier                                                                                       | 2fl/2rec pf                       | Valentino, Roberto | Rodemann, Albert                         | 1936             |
| 122 | Vier Original-Sonaten Op. I/2, 4, 7, 11 für Altflöte und Bc                                                                              | afl bc                            | Händel, Georg, Friedrich | Rodemann, Albert                         | 1935             |
| 123 | Quintett in Es-Dur op. XI/4 | fl ob vn va bc                    | Bach, Johann Christian | Steglich, Rudolf                         | 1936             |
| 124 | Quintett in D-Dur op. XI/6 | fl ob vn va bc                    | Bach, Johann Christian | Steglich, Rudolf                         | 1936             |
| 125 | Sechs Duette Heft I | vn va                             | Eichner, Ernst | Altmann Wilhelm                          | 1936             |
| 126 | Sechs Duette, Heft I für 2 Violinen (D-Dur, G-Dur, Es-Dur)                                                                               | 2vn                               | Bach, Johann Christian | Friedrich, Wilhelm                       | 1936             |
| 127 | Quartett in F-Dur, op.8/4 | fl vn va vc / str                 | Bach, Johann Christian | Hillemann, Willi                         | 1936             |
| 128 | Sechs Duette Heft II | vn va                             | Eichner, Ernst | Altmann, Wilhelm                         | 1936             |
| 129 | Quartett G-Dur Op. 5/4 Hob: II:1 | fl vn va bc                       | Haydn, Joseph | Upmeyer, Walter                          | 1937             |
| 130 | Sinfonie No. 5 in h-Moll Wq 182/5 | str bc                            | Bach, Carl Philipp Emanuel | Schmid, Ernst Fritz                      | 1937             |
| 131 | Trio F-Dur TWV 42:F3 | afl viol bc                       | Telemann, Georg Philipp | Upmeyer, Walter                          | 1937             |
| 132 | Triosonate 2 D-Dur / ed. | fl, vn, bc                        | Keiser, Reinhard | Schenk, Erich                            | 1937             |
| 133 | Triosonate in f-Moll | 2vn (ob) bc                       | Stölzel, Gottfried Heinrich | Osthoff, Helmuth                         | 1937             |
| 134 | Klaviertrio in F-Dur Op. 16/4 | 2vn (2ob) vc bc                   | Schobert, Johann | Schumacher, Maria                        | 1937             |
| 135 | Trio-Sonate in a-Moll | vn vc pf                          | Krieger, Johann Philipp | Osthoff, Helmuth                         | 1937             |
| 136 | Konzert B-Dur Op. 4/6 | 2vn, vc pf (orch)                 | Händel, Georg Friedrich | Hillemann, Willi                         | 1937             |
| 137 | Suite zu fünf Stimmen | str/wind bc                       | Scheidt, Samuel | Ochs, Gerd                               | 1937             |
| 138 | Sonate für Flöte oder Violine und Gitarre                                                                                                | fl vn guit                        | Henkel, Michael | Schindler, Otto                          | 1938             |
| 139 | Drei Divertimenti op.2 | fl vn guit                        | Gelli, Vincenco | Schindler, Otto                          | 1938             |
| 140 | Sechs Duette, Heft 2 (B-Dur, A-Dur, C-Dur)                                                                                               | 2vn                               | Bach, Johann Christian | Friedrich, Wilhelm                       | 1938             |
| 141 | Sinfonia zur Oper "L'Adelaide" Ouvertüre zur Oper "Enrico Leone"                                                                         | orch, bc                          | Sartorio, Antonio; Agostino Steffani | Werner, Theodor Wilhelm                  | 1938             |
| 142 | Sonate D-Dur | va da gamba/va/vn cemb            | Pfeiffer, Johann Michael | Schäffler, Ludwig                        | 1938             |
| 143 | Trio D-Dur Op. 50/6 | vn, vc, bc                        | Boismortier, Joseph Bodin de | Ruyssen, Pierre                          | 1938             |
| 144 | Konzert G-Dur | cemb/pf str                       | Benda, Georg Anton | Bethan, Myra                             | 1939             |
| 145 | Konzert A-Dur | cemb/pf str                       | Nichelmann, Christoph | Bittner, Carl                            | 1938             |
| 146 | Sinfonia | fl, ob, bc                        | Fux, Johann Joseph | Kuntner, Leo                             | 1938             |
| 147 | Trio-Sonate op.1 no.2 in e-Moll | 2vn vc bc                         | Vivaldi, Antonio | Schenk, Erich                            | 1939             |
| 148 | Sonata à 4 | afl ob vn vn bc                   | Fasch, Johann Friedrich | Dancker-Langner, Erna                    | 1939             |
| 149 | Zwei Sonaten für Altblockflöte | afl bc                            | Valentino, Roberto | Rodemann, Albert                         | 1940             |
| 150 | Triosonate in F-Dur op.II/5 | afl vn bc                         | Händel, Georg Friedrich | Rodemann, Albert                         | 1940             |
| 151 | Darmstädter Trio in F-Dur | vn va da gamba (va vc) bc         | Telemann, Georg Philipp | Therstappen, Hans Joachim                | 1940             |
| 152 | Streichtrio (Terzetto) in Es-Dur op. 54/3                                                                                                | 2vn vc                            | Boccherini, Luigi | Upmeyer, Walter                          | 1941             |
| 153 | Concerto grosso in c-Moll op. 3/11 | orch                              | Manfredini, Francesco | Upmeyer, Walter                          | 1941             |
| 154 | Sonate für Querflöte und obligatorischem Cembalo (aus Werk 3)                                                                            | fl cemb                           | Benda, Franz | Ruetz, Manfred                           | 1942             |
| 155 | Sonate a-moll für Flöte solo | fl                                | Bach, Carl Philipp Emanuel | Methmann, Karl-Adolf                     | 1941             |
| 156 | Sämtliche Klaviersonaten Nr. 7-9 | pf                                | Bach, Wilhelm Friedemann | Blume, Friedrich                         | 1940             |
| 157 | Konzert in C-Dur | str (without va) cemb             | Giordani, Tommaso | Bittner, Carl                            | 1941             |
| 158 | Triosonate in g-Moll | 2vn cemb/pf                       | Gluck, Christoph Willibald | Möbius, Gerhard                          | 1942             |
| 159 | Triosonate in D-Dur | 2fl (2vn) bc                      | Hasse, Johann Adolf | Frotscher, Gotthold                      | 1942             |
| 160 | Sonate für Violoncello und Klavier | vc pf (cemb)                      | Banner, Filippo | Upmeyer, Walter                          | ca. 1950         |
| 161 | Cello Sonata in C-Dur | vc                                | Picinetti, Giovanni Felice Maria | Upmeyer, Walter                          | 1953             |
| 162 | Vier Sonaten aus op. 5 (F-Dur, A-Dur, B-Dur, h-Moll)                                                                                     | vn bc                             | Vivaldi, Antonio | Upmeyer, Walter                          | ca. 1954         |
| 163 | Sonate in D-Dur (Essercizii Musici) | fl bc                             | Telemann, Georg Philipp | Upmeyer, Walter                          | 1953             |
| 164 | Das Weihnachtsevangelium: Dialog für Sopran und Alt mit zwei Violinen und Orgel                                                          | SA 2vn org                        | Mayer, Martin | Koschinsky, Fritz                        | 1952             |
| 165 | Konzert in c-Moll | cemb (pf) str                     | Zach, Johann | Gottron, Adam                            | 1953             |
| 166 | Konzert a-Moll | vc str bc                         | Vivaldi, Antonio | Upmeyer, Walter                          | 1952             |
| 167 | Konzert a-Moll für zwei Querflöten (Alt-blockflöten), Streichorchester und Basso continuo                                                | 2fl (2afl) str bc                 | Telemann, Georg Philipp | Stein, Fritz                             | 1953             |
| 168 | Konzert für Oboe, Streicher und Cembalo                                                                                                  | ob str cemb                       | Graupner, Christoph | Kreutz, Alfred                           | 1953             |
| 169 | Sonate in D-Dur | 2vn bc                            | Fasch, Johann Friedrich | Haußwald, Günter                         | c1954            |
| 170 | Konzert in f-Moll | cemb (pf) str                     | Bach, Johann Christian | Martini, Eduard                          | c1953            |
| 171 | Zwei Sonaten op. 5/5+6 | 2vn bc cemb vc                    | Vivaldi, Antonio | Upmeyer, Walter                          | 1954             |
| 172 | Konzert in D-Dur op. 27 | fl str                            | Boccherini, Luigi | Upmeyer, Walter                          | c1953            |
| 173 | Lachrimae. 7 Pavanen | 5vagb                             | Dowland, John | Giesbert, Franz Julius                   | 1954             |
| 174 | Vierundzwanzig Lieder und Arien für eine Singstimme und Basso continuo Heft I Nr.1-12                                                    | v bc                              | Krieger, Johann Philipp | Moser, Joachim                           | 1930             |
| 175 | Vierundzwanzig Lieder und Arien für eine Singstimme und Basso continuo Heft II Nr.13-24                                                  | v bc                              | Krieger, Johann Philipp | Moser, Joachim                           | 1930             |
| 176 | Sonate für zwei Klaviere | 2pf                               | Müthel, Johann Gottfried | Kreutz, Alfred                           | c1954            |
| 177 | Konzertsuite für F-Altblockflöte, 2 Violinen, Viola (Violine III), Violon cello und Basso continuo (Klavier)                             | afl 2vn va vc bc (pf)             | Telemann, Georg Philipp | Hoffmann, Adolf                          | c1954            |
| 178 | Duette für zwei Flöten oder Violinen : op. 27 ; IV - VI                                                                                  | 2fl 2vn                           | Stamitz, Carl Philipp | Bormann, Paul                            | 1954             |
| 179 | Spielmusik Heft I - Fünf Stücke aus der Tabulatura nova für vier Instrumentalstimmen                                                     | 4instr pf                         | Scheidt, Samuel | Ochs, Gerd                               | 1954             |
| 180 | Spielmusik Heft II - Suite in C-Dur für viel Instrumentalstimmen                                                                         | 4str (orch) bc (pf)               | Scheidt, Samuel | Ochs, Gerd                               | 1954             |
| 181 | Konzert in Es-Dur | vn str                            | Reichhardt, Johann Friedrich | Lungershausen, Helmuth                   | c1955            |
| 182 | Konzertante Weihnachtsmusik | solo vn/fl/ob str bc              | Händel, Georg Friedrich; Corelli, Archangelo; Manfredini, Francesco; Schiassi, Geatano Maria                                                 | Hoffmann, Adolf                          | 1954             |
| 183 | Zwölf Menuette für Orchester | orch                              | Beethoven, Ludwig van | Hess, Willy                              | 1955             |
| 184 | Konzert D-Dur für | fl/vn cemb                        | Leffloth, Johann Matthias | Ruf, Hugo                                | c1955            |
| 185 | Trio in A-Moll | 2vn bc                            | Goldberg, Johann Gottlieb | Dürr, Alfred                             | 1956             |
| 186 | Praeludium und Fuge in C-Dur für Streichquartett                                                                                         | 4str                              | Beethoven, Ludwig van | Hess, Willy                              | c1955            |
| 187 | Praeludium und Fuge in F-Dur für Streichquartett                                                                                         | 4str                              | Beethoven, Ludwig van | Hess, Willy                              | 1955             |
| 188 | Praeludium und Fuge in e-moll für Streichtrio                                                                                            | 1str                              | Beethoven, Ludwig van | Hess, Willy                              | c1955            |
| 189 | Sonata G-moll op.2 Nr.6 | 2vn 2viol vn bc                   | Albinoni, Tomaso | Giegling, Franz                          | c1956            |
| 190 | Sonate in a-Moll | vn va da gamba (va) bc            | Pepusch, John Christopher | Hoffmann-Erbrecht, Lothar; Benary, Peter | c1955            |
| 191 | Quartett in D-Dur op. 10/4 | fl vn va vc                       | Wendling, Johann Baptist | Bopp, Joseph                             | 1957             |
| 192 | Sonate in D-Dur | fl (vn) vc cemb                   | Bach, Johann Christoph Friedrich | Ruf, Hugo                                | 1957             |
| 193 | Sinfonie in d-Moll op. 3/5 | str bc                            | Beck, Franz | Landon, Howard Chandler Robbins          | 1959             |
| 194 | Konzert in G-Dur | fl str bc                         | Hasse, Johann Adolf | Engländer, Richard                       | 1957             |
| 195 | Flötenkonzert in D-Dur op.10 no.7 | fl str bc                         | Fesch, Willem de | Ruf, Hugo                                | 1958             |
| 196 | Konzert in Es-Dur | vn str bc                         | Pisendel, Johann Georg | Haußwald, Günter                         | 1958             |
| 197 | Klaviertrio in Es-Dur, op.6/1 | vn vc pf                          | Schobert, Johann | Karsch, Albert                           | 1958             |
| 198 | Trio in g-Moll | 2vn bc                            | Goldberg, Johann Gottlieb | Dürr, Alfred                             | 1958             |
| 199 | Sonate in A-Dur op. 9/2 | vn cemb                           | Schobert, Johann | Kramolisch, Walter                       | 1962             |
| 200 | Konzert in C-Dur Hob XVIII:5 | str pf (cemb)                     | Haydn, Joseph | Heussner, Horst                          | 1959             |
| 201 | Konzert in d-Moll op. 26/6 | 6str (fl ad lib.) cemb (org)      | Corrette, Michel | Ruf, Hugo                                | 1959             |
| 202 | Concerto grosso in D-Dur op. 7/1 | 4str, str bc                      | Geminiani, Francesco | Platen, Emil                             | 1960             |
| 203 | Concerto grosso in D-Dur op. 3/10 | 2fl str bc                        | Festing, Michael Christian | Ruf, Hugo                                | 1960             |
| 204 | Ballett-Suite in A-Dur | str bc                            | Caesar, Johann Melchior | Schmid, Ernst Fritz                      | 1962             |
| 205 | Triosonaten Heft 1, Wq.53 no. 1+2 in C-Dur und g-Moll                                                                                    | 2vn bc                            | Gluck, Christoph Willibald | Croll, Gerhard                           | 1964             |
| 206 | Triosonaten Heft 2, Wq.53 no. 3+4 in A-Dur und B-Dur                                                                                     | 2vn bc                            | Gluck, Christoph Willibald | Croll, Gerhard                           | 1964             |
| 207 | Triosonaten Heft 3, Wq.53 no. 5+6 in Es-Dur und F-Dur                                                                                    | 2vn bc                            | Gluck, Christoph Willibald | Croll, Gerhard                           | 1964             |
| 208 | Triosonaten Heft 4, Wq.54 no. 7+8 in E-Dur und F-Dur                                                                                     | 2vn bc                            | Gluck, Christoph Willibald | Croll, Gerhard                           | 1964             |
| 209 | Konzert in a-Moll op. 7/5 | vn str bc                         | Leclair, Jean Marie | Ruf, Hugo                                | 1963             |
| 210 | Concerto V in g-Moll | 2ob 2vn va bc org (cemb/pf)       | Arne, Thomas Augustine | Klerk, Albert de                         | 1962             |
| 211 | Concerto grosso in C-Dur nach der Violinsonate op. 5/3 von Corelli                                                                       | 2 vn str bc                       | Geminiani, Francesco | Ruf, Hugo                                | 1963             |
| 212 | Weihnachtliche Kammermusik | 2vn (fl vn) bc                    | Bach, Johann Sebastian; Telemann, Georg Philipp; Werner, Gregor Joseph; Pergolesi, Giovanni Batista; Goldberg, Johann Gottlieb               | Strauch, Alexander                       | 1964             |
| 213 | Quintett in C-Dur Op. 11/1 (nicht erschienen/not published)                                                                              | fl ob vn va bc                    | Bach, Johann Christian | Steglich Rudolf                          | -                |
| 214 | Quintett in G-Dur Op. 11/2 (nicht erschienen/not published)                                                                              | fl ob vn va bc                    | Bach, Johann Christian | Steglich Rudolf                          | -                |
| 215 | Quintett in F-Dur Op. 11/3 (nicht erschienen/not published)                                                                              | fl ob vn va bc                    | Bach, Johann Christian | Steglich Rudolf                          | -                |
| 216 | Quintett in A-Dur Op. 11/5 (nicht erschienen/not published)                                                                              | fl ob vn va bc                    | Bach, Johann Christian | Steglich Rudolf                          | -                |
| 217 | Sinfonie in G-Dur KV deest, Neue Lambacher Sinfonie                                                                                      | 2ob 2hn in G 2vn va vc db         | Mozart, Wolfgang Amadeus | Abert, Anna Amalie                       | 1965             |
| 218 | Ballettsuiten (Sinfonia/Terzo Ballo/Sesto Ballo/Settimo Ballo/Ottavo Ballo)                                                              | 6str bc (pf)                      | Allegri, Lorenzo | Beck, Hermann                            | 1967             |
| 219 | Le Carnaval, Mascarade, Auswahl von 9 Sätzen                                                                                             | str bc (2fl ob bsn ad lib)        | Lully, Jean Baptiste | Husa, Karel                              | 1968             |
| 220 | Ouvertüre in F-Dur | afl str bc                        | Graupner, Christoph | Hofmann, Klaus                           | 1968             |
| 221 | Allegro in B-Dur, KV Anh. 91 (KV 516c) zu einem Quintett (fragment completed by editor)                                                  | cl vn va vc                       | Mozart, Wolfgang Amadeus | Levin, Robert D.                         | 1970             |
| 222 | Quartett in a-Moll, H.537 | fl (vn) va vc pf                  | Bach, Carl Philipp Emanuel | Schmid, Ernst Fritz                      | 1952             |
| 223 | Quartett in D-Dur, H.538 | fl (vn) va vc pf                  | Bach, Carl Philipp Emanuel | Schmid, Ernst Fritz                      | 1970             |
| 224 | Quartett in G-Dur H.539 | fl (vn) va vc pf                  | Bach, Carl Philipp Emanuel | Schmid, Ernst, Fritz                     | 1971             |
| 225 | Zwei Triosonaten: op. V, 7, 1 | 2vn bc                            | Händel, Georg Friedrich | Flesch, Siegfried                        | 1970             |
| 226 | Acht Variationen über das Lied "Laat ons Juichen, Batavieren" KV 24; Sieben Variationen in D-Dur über das Lied "Willem van Nassau" KV 25 | pf                                | Mozart, Wolfgang Amadeus | Fischer, Kurt von                        | c1977            |
| 227 | 12 Variationen über das Lied "Ah, vous dirais-je Maman" KV 265                                                                           | pf                                | Mozart, Wolfgang Amadeus | Fischer, Kurt von                        | 1975             |
| 228 | Zehn Variationen in G-Dur über die Ariette "Unser dummer Pöbel meint" KV 455                                                             | pf                                | Mozart, Wolfgang Amadeus | Fischer, Kurt von                        | 1965             |
| 229 | Sei Divertimenti da Camera, Heft 1 (Nr. 1 F-Dur, Nr. 2 G-Dur)                                                                            | vn cemb (pf)                      | Schuster, Joseph Emanuel | Plath, Wolfgang                          | c1971            |
| 230 | Triosonate in c-Moll, op. 2/1 | afl vn bc                         | Georg Friedrich Händel | Flesch, Siegfried                        | 1971             |
| 231 | Sonata for 2 Keyboards | 2kbd                              | Pasquini, Bernardo | Dankert                                  | 1971             |
| 232 | Sei Divertimenti da Camera, Heft 2 (Nr. 3 F-Dur, Nr. 4 C-Dur)                                                                            | vn cemb (pf)                      | Schuster, Joseph Emanuel | Plath, Wolfgang                          | 1973             |
| 233 | Sei Divertimenti da Camera, Heft 3 (Nr. 5 D-Dur, Nr. 6 G-Dur)                                                                            | vn cemb (pf)                      | Schuster, Joseph Emanuel | Plath, Wolfgang                          | 1973             |
| 234 | Ausgewählte Werke für Tasteninstrumente                                                                                                  | pf                                | Fux, Johann Joseph | Riedel, Friedrich Wilhelm                | 1972             |
| 235 | Triosonate in g-Moll | 2vn bc                            | Händel, Georg Friedrich | Flesch, Siegfried; Schneider, Ingeborg   | 1971             |
| 236 | Sonate in C-Dur op. 13 | fl (vn) pf                        | Hoffmeister, Franz Anton | Schmitz, Hans-Peter                      | 1973             |
| 237 | For two to play. Altenglische Duette | pf (org 2 players on 2 manuals)   | Tomkins, Thomas; Carlston, Nicholas | Goebels, Franzpeter                      | c1973            |
| 238 | Konzert Nr. 4 in D-Dur | va 2vn va vc db                   | Stamitz, Anton | Lebermann, Walter                        | 1973             |
| 239 | Sinfonia in Es-Dur, op.6/3 | orch pf                           | Bach, Johann Christian | Gmür, Hans-Peter                         | c1973            |
| 240 | Triosonate in g-Moll op.2/5 | 2vn bc                            | Händel, Georg Friedrich | Flesch, Siegfried                        | 1974             |
| 241 | Sei studie e sei divertimenti | cemb                              | Durante, Francesco | Paumgartner, Bernhard                    | 1949 (1978)      |
| 242 | Vierzehn Kanons : über die ersten acht Fundamentalnoten der Aria aus den Goldberg-Variationen, BWV 1087                                  | ob eh bsn pos str                 | Johann Sebastian Bach | Meylan, Raymond                          | 1980             |
| 243 | Sonate in B-Dur für Violine und Pianoforte, Op. III, Nr. 3                                                                               | vn pf                             | Sarti, Giuseppe | Plath, Wolfgang                          | 1975             |
| 244 | Konzert D-Dur für Violine, Streicher und Basso continuo                                                                                  | vn str bc                         | Telemann, Georg Philipp | Kross, Siegfried                         | 1975             |
| 245 | Sonata in D-Dur f. Viola da Gamba od. Viola u. Basso continuo aus: L'Echo du Danube, 0p.9. Nr.1                                          | viol (va, vc) bc                  | Schenck, Johann | Pauls, Heinz                             | 1973             |
| 246 | Scherzi Melodichi (Pyrmonter Kurwoche) 7 trio sonatas Vol 1                                                                              | v va bc                           | Telemann, Georg Philipp | Hoffmann, Adolf                          | 1974             |
| 247 | Scherzi Melodichi (Pyrmonter Kurwoche) 7 trio sonatas Vol 2                                                                              | vn va bc                          | Telemann, Georg Philipp | Hoffmann, Adolf                          | 1974             |
| 248 | Corellisierende Sonaten Vol. 1 | 2vn (2fl) bc                      | Telemann, Georg Philipp | Hoffmann, Adolf                          | 1974             |
| 249 | Corellisierende Sonaten Vol. 2 | 2vn (2fl) bc                      | Telemann, Georg Philipp | Hoffmann, Adolf                          | 1974             |
| 250 | Triosonaten op. 8 (nicht erschienen) | 2vn bc                            | Albicastro, Henricus | Zulauf, Max                              | -                |
| 251 | Zwei Suiten (nicht erschienen) | vgb bc                            | Höffler, Conrad | Pauls, Heinz                             | -                |
| 252 | Triosonate in g-Moll | 2 vn bc                           | Händel, Georg Friedrich | Flesch, Siegfried                        | 1976             |
| 253 | Klavierkonzert in c-Moll | pf orch                           | Bach, Carl Philipp Emanuel | Balla, György                            | 1976             |
| 254 | Drei Triosonaten: Sonata in F-Dur op. V/6; Sonata in e.Moll op. V/3; Sonata in D-Dur op. V/2                                             | 2vn bc                            | Händel, Georg Friedrich | Flesch, Siegfried                        | 1981             |
| 255 | Zwei Triosonaten: Sonata in G-Dur op. V/4; Sonata in g-Moll op. V/5                                                                      | 2vn bc                            | Händel, Georg Friedrich | Flesch, Siegfried                        | 1981             |
| 256 | Sonate da camera a tre. / 1, Sonate I - VI                                                                                               | 2vn bc                            | Vivaldi, Antonio | Upmeyer, Walter                          | 1983             |